# Bom khói

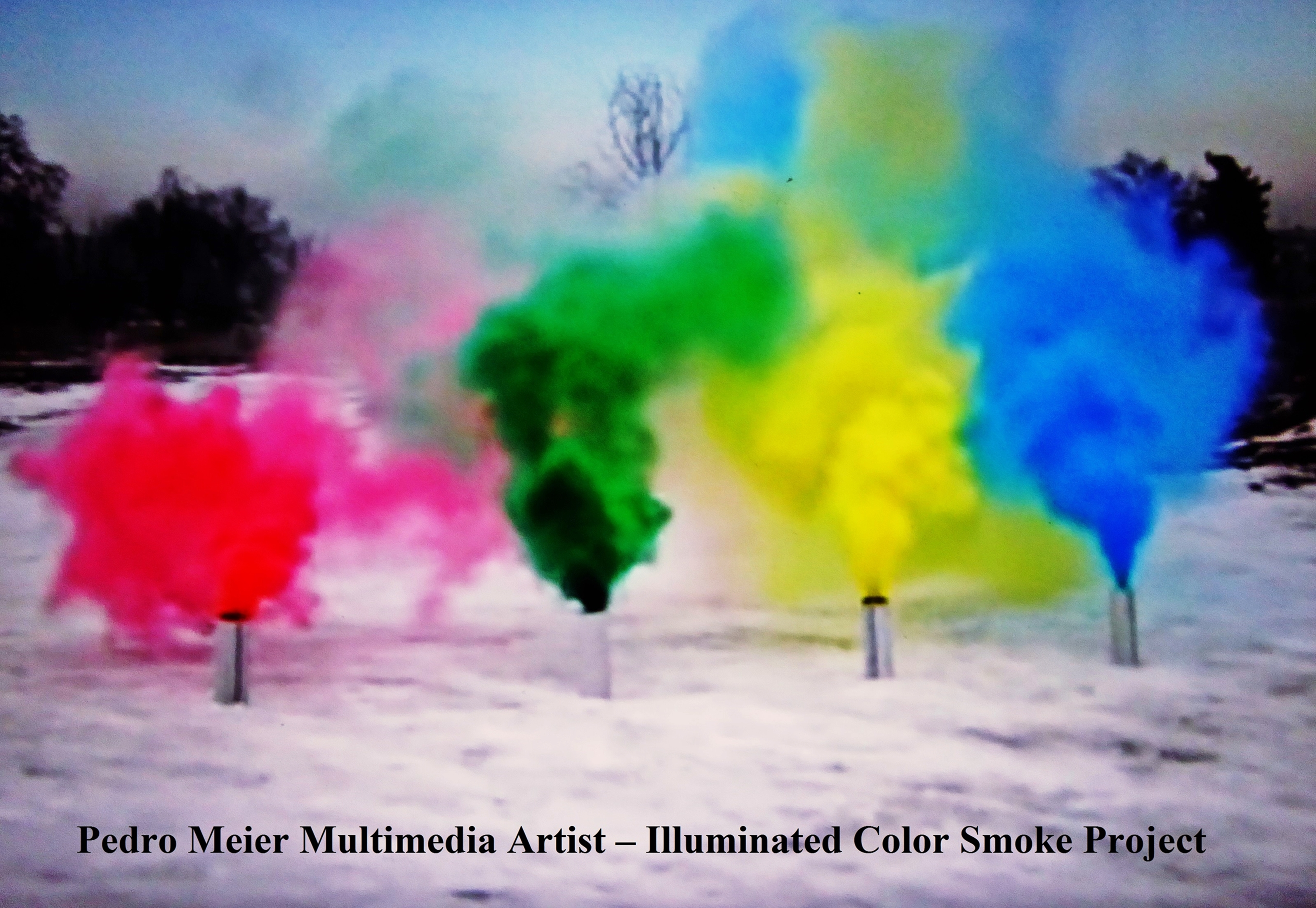
Hình ảnh nhiều quả bom khói

Bom khói là loại pháo hoa được thiết kế để tạo ra khói khi đánh lửa. Bom khói rất hữu ích cho các trò chơi airsoft, trò chơi paintball, tự vệ và những trò chơi khăm. Chúng cũng được sử dụng trong các thử nghiệm khói.

## Lịch sử
Bom khói được tạo ra lần đầu tiên vào năm 1848 bởi nhà phát minh người Anh Robert Yale. Ông đã phát triển pháo hoa kiểu Trung Quốc thế kỷ 17 và sau đó sửa đổi công thức để tạo ra nhiều khói hơn trong một khoảng thời gian dài hơn. Lịch sử ban đầu của Nhật Bản chứng kiến việc sử dụng một hình thức thô sơ hơn của bom khói. Chất nổ là phổ biến ở Nhật Bản trong cuộc xâm lược của người Mông Cổ trong thế kỷ 13. Bom cầm tay có vỏ mềm sau đó được thiết kế để giải phóng khói, khí độc và mảnh đạn làm từ sắt và gốm.
Các thiết bị khói màu sử dụng công thức bao gồm chất oxy hóa (thường là kali nitrat, KNO3), nhiên liệu (nói chung là đường), chất điều tiết (như natri bicacbonat) để giữ cho phản ứng không bị quá nóng và thuốc nhuộm hữu cơ dạng bột. Việc đốt cháy hỗn hợp này làm bay hơi thuốc nhuộm và buộc nó ra khỏi thiết bị, nơi nó ngưng tụ trong khí quyển để tạo thành một "khói" của các hạt phân tán mịn.
Bom khói tự chế, thậm chí trước phát minh năm 1848 của Yale, thường được sử dụng nhất trong các trò đùa và xung đột đường phố. Chúng thường được làm từ các vật liệu đốt cháy kém và chứa trong các tàu có lượng khí nạp hạn chế cản trở quá trình đốt cháy. Bởi vì cả hai thành phần và công dụng đều không thể đoán trước, bom khói tự chế thường được phân loại là một thiết bị gây cháy.